# Thomas Jüstel
Thomas Jüstel (* 1968 in Witten) ist ein deutscher Chemiker und Hochschullehrer an der Fachhochschule Münster am Fachbereich Chemieingenieurwesen.
Jüstel studierte an der Ruhr-Universität Bochum Chemie wo er am Lehrstuhl für Anorganische Chemie I in der Arbeitsgruppe von Karl Wieghardt seine Diplomarbeit 1992 abschloss. Anschließend arbeitete er dort an seiner Dissertation zum Thema Synthese, Struktur und Elektronenkonfiguration von dinuklearen, [mi]-nitridoverbrückten Eisen- und Rutheniumkomplexen und schloss diese 1995 mit der Disputation ab. Nachfolgend arbeitet er kurze Zeit als Postdoktorand am Max-Planck-Institut für Strahlenchemie in Mülheim an. Ab Ende 1995 war Jüstel in den Philips Forschungslaboratorien in Aachen in den Abteilungen Lumineszenz und Elektronenemission sowie Nanomaterials and Devices tätig.
Seit 2004 ist er Professor für Anorganische Chemie und Materialwissenschaften an der Fachhochschule Münster. Seine Forschungsschwerpunkte sind Lumineszenz-Materialien, Spektroskopie sowie Photochemie. Jüstel kooperiert im Rahmen zahlreicher Forschungsprojekte mit Firmen aus der chemischen und elektrotechnischen Industrie. Er ist Vizepräsident an der deutschen Akademie für Photobiologie und Phototechnologie (DAfP) für den Fachbereich Photochemie und Phototechnologie. Zudem ist er im Advisory Board für die jährlich in den USA stattfindende Konferenz Phosphor Global Summit. Ferner hielt er Seminare für die Gesellschaft Deutscher Chemiker (GDCh) zum Thema anorganische Leuchtstoffe.

## Publikationen
- mit F. Baur, UV Emitting Phosphors: From Fundamentals to Applications in Luminescent Materials: Fundamentals and Applications edited by M.G. Brik and A.M. Srivastava, De Gruyter 2023, doi:10.1515/9783110607871-009.
- mit R. Pöttgen, C. Strassert, Applied Inorganic Chemistry, De Gruyter 2022, ISBN 978-3-11-074233-6.
- mit R. Pöttgen, C. Strassert, Rare Earth Chemistry, De Gruyter 2020, doi:10.1515/9783110654929.
- mit D. Bertram, M. Born: Incoherent Light Sources, in Träger Handbook of Lasers and Optics, Springer 2007, doi:10.1007/978-3-642-19409-2_10.
- mit C. R. Ronda: Quantum Dots and Nanophosphors, in Cees R. Ronda Luminescence. From Theory to Applications, Wiley-VCH 2008, doi:10.1002/9783527621064.ch2.
- Phosphors for Plasma Display Panels, in Cees R. Ronda Luminescence. From Theory to Applications, Wiley-VCH 2008, doi:10.1002/9783527621064.ch3.
- Luminescent Materials for Phosphor–Converted LEDs, in Cees R. Ronda Luminescence. From Theory to Applications, Wiley-VCH 2008, doi:10.1002/9783527621064.ch7.
- mit S. Möller, H. Winkler, W. Adam: Luminescent Materials, in Ullmann’s Encyclopedia of Industrial Chemistry, Wiley-VCH 2012, doi:10.1002/14356007.a15_519.pub2.